# Arne Skauge
Arne Skauge (* 27. Januar 1948 in Bergen, Fylke Hordaland) ist ein norwegischer Bankmanager und Politiker der Høyre, der 16 Jahre lang Mitglied des Storting sowie zwischen 1981 und 1983 Handelsminister sowie 1986 kurzzeitig Finanzminister in der Regierung von Ministerpräsident Kåre Willoch war. Später bekleidete er von 1989 bis 1990 in der Regierung von Ministerpräsident Jan P. Syse abermals das Amt des Finanzministers.

## Leben

### Studium, Kommunalpolitiker und Storting-Mitglied
Skauge begann nach dem Schulbesuch 1966 ein Studium der Wirtschaftswissenschaften an der Norwegischen Handelshochschule NHH (Norges Handelshøyskole), das er 1971 abschloss. Im Anschluss war er von 1971 bis 1976 Berater des Planungsbüros Asplan Viak AS sowie danach zwischen 1976 und 1978 Leiter des Personalamtes von Bergen.
Seine politische Laufbahn begann Skauge, der während seines Studiums in den 1960er Jahren der Jugendorganisation der Høyre (Unge Høyre) sowie der Partei in Bergen beitrat, in der Kommunalpolitik, als er 1972 dem Stadtrat von Bergen beitrat und diesem bis 1977 angehörte. Daneben war er zwischen 1970 und 1993 Mitglied des Vorstandes der Høyre in Bergen sowie zwischen 1976 und 1977 Vorsitzender der Høyre im Fylke Hordaland.
Nachdem er bei der Wahl vom 10. September 1973 zunächst zum Vize-Mitglied gewählt wurde, wurde Skauge bei der Wahl vom 12. September 1977 erstmals zum Mitglied des Storting gewählt und vertrat in diesem bis zur Wahl am 13. September 1993 16 Jahre lang die Interessen von Hordaland.

### Minister, Zweiter Stellvertretender Vorsitzender der Høyre und Bankmanager
Am 14. Oktober 1981 wurde der erst 33-jährige Skauge von Ministerpräsident Kåre Willoch als Minister für Handel und Schifffahrt ( Handels- og Skipsfartsminister) in dessen Regierung berufen und bekleidete dieses Ministeramt bis zur Kabinettsumbildung am 8. Juni 1983. Nachdem er von 1984 bis 1986 Staatssekretär im Amt des Ministerpräsidenten war, wurde er bei einer neuerlichen Kabinettsumbildung am 25. April 1986 Finanzminister (Finansminister) und damit Nachfolger von Rolf Presthus, der das Amt des Verteidigungsministers übernommen hatte. Das Amt des Finanzministers übte er jedoch nur knapp zwei Wochen bis zum Ende von Willochs Amtszeit am 9. Mai 1986 aus.
Zugleich wurde er am 25. August 1984 Nachfolger von Kaci Kullmann Five als zweiter stellvertretender Vorsitzender der Høyre und verblieb auf dieser Funktion bis zu seiner Ablösung durch Erlend Rian am 20. April 1986.
Am 16. Oktober 1989 übernahm Skauge erneut das Amt des Finanzministers in der Minderheitsregierung von Ministerpräsident Jan P. Syse und behielt dieses Ministeramt bis zum Ende von Syses Amtszeit am 3. November 1990.
Nach seinem Ausscheiden aus dem Storting wurde Skauge 1993 Abteilungs- und Konzerndirektor von Den norske Bank (DnB) und übte diese Funktion bis 1998 aus. Im Anschluss war er zwischen 1998 und 1999 zunächst Verwaltungsdirektor der norwegischen Bankenvereinigung (Den norske Bankforening), ehe er danach von 2000 bis 2010 Verwaltungsdirektor der Hauptorganisation der Finanzdienstleistungsinstitute FNH (Finansnæringens Hovedorganisasjon), die aus einer Fusion von Den norske Bankforening und dem norwegischen Versichererverband (Norges Forsikringsforbund) entstanden ist. Im Anschluss war er zuletzt zwischen 2010 und 2011 Verwaltungsdirektor von Finans Norge, die wiederum aus einer Fusion der FNH mit der Vereinigung der Sparbanken (Sparebankforeningen i Norge) hervorgegangen ist.